# Mort Dinner Rick Andre
Mort Dinner Rick Andre je první epizoda 5. sezóny  kresleného seriálu Rick and Morty. Napsal ji Jeff Loveness, režíroval Jacob Hair a premiéru měla 20. června 2021.
Rick odhaluje, že se svou nemesis vede dlouhou válku. Pan Nimbus se s nimi sejde, aby v Rickově domě vyjednali mírovou smlouvu. Požádá Mortyho, aby upustil láhev vína do prázdna, kde se čas v rámci přípravy na setkání zrychlí. Když přijde Jessica, Morty chce láhev získat zpět a osoba v prázdnotě, Hoovy, mu pomůže, ale když se vrátí, zjistí, že jeho žena je dávno mrtvá.
Epizodu při prvním zhlédnutí vidělo přibližně 1,3 milionu lidí.